# مریدن (ایلینوی)
مریدن (به انگلیسی: Meriden) یک منطقهٔ مسکونی در ایالات متحده آمریکا است که در ایلینوی واقع شده‌است. مریدن ۲۲۰٫۶۸ متر بالاتر از سطح دریا واقع شده‌است.